# St. Blasius (Friedrichroda)

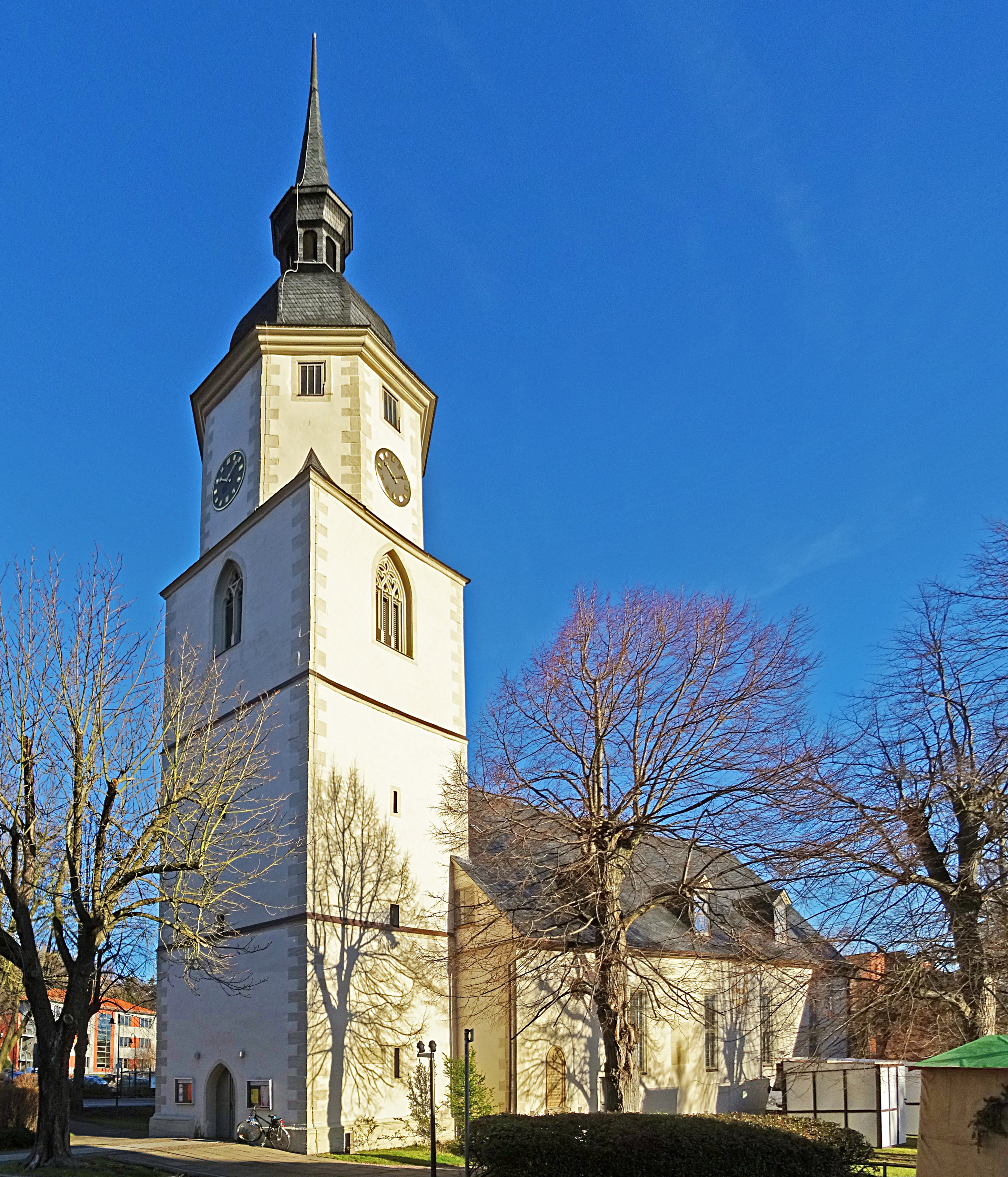
Stadtkirche Friedrichroda

Die evangelisch-lutherische Stadtkirche St. Blasius in Friedrichroda im Landkreis Gotha in Thüringen wurde im Jahr 1511 errichtet. Dem Westturm aus spätgotischer Zeit ist ein barocker Helmaufbau aufgesetzt. Der Bau des Kirchenschiffs wurde 1538 vollendet.

## Geschichte
Gemäß der lateinischen Bauinschrift aus Sandstein an der Südseite der Kirche wurden die Turmfundamente am 10. Mai 1511 gelegt und die Kirche dem hl. Blasius geweiht: „am 10. Mai 1511 ist das Fundament dieses Turmes zur Ehre Gottes und des Patrons St. Blasius gelegt worden“.
Ende der 1520er Jahre wurde die Reformation eingeführt. Erster evangelischer Pfarrer war Volkmar Cordis und der zweite Johannes Köln. Eine Bauinschrift im Chor erinnert an die Fertigstellung im Jahr 1538.
In der Barockzeit wurde der Turmaufbau erneuert. 1719 wurden die Emporen eingebaut. Um 1770 wurde das Kirchenschiff teilweise erneuert.
1882 wurde die heutige Turmuhr von Kühn & Söhne eingebaut. Das Zifferblatt der Turmuhr wurde 1900 um drei weitere in jede Himmelsrichtung ergänzt. 1930 erhielt die Turmbekrönung ihre heutige Gestalt. Im selben Jahr wurde ein neues Kirchengestühl eingebaut.
In den 1960er oder 1970er Jahren erfolgte eine eingreifende Innenrenovierung. Die obere Empore wurde abgebrochen und die Holztonne umgestaltet. In den 1950er Jahren wurden der Außenputz am Turm und der Südseite des Schiffes entfernt. Die übrige Putz wurde 1993 erneuert. Im Jahr 2010 folgte eine Sanierung des Turms, die die Sicherung des Mauerwerks, Die weitgehende Erneuerung des Gebälks der Haube, die Sanierung des Fachwerk des oktogonalen Geschosses und einen Außenputz einschloss. 2011 wurden die Nordseite des Schiffes, die Sakristei und der Chor saniert und im Jahr 2012 die südliche Langseite. Bei einer Innenrenovierung in den Jahren 1999/2000 wurden Reste der ursprünglichen Wandbemalung freigelegt.

## Architektur

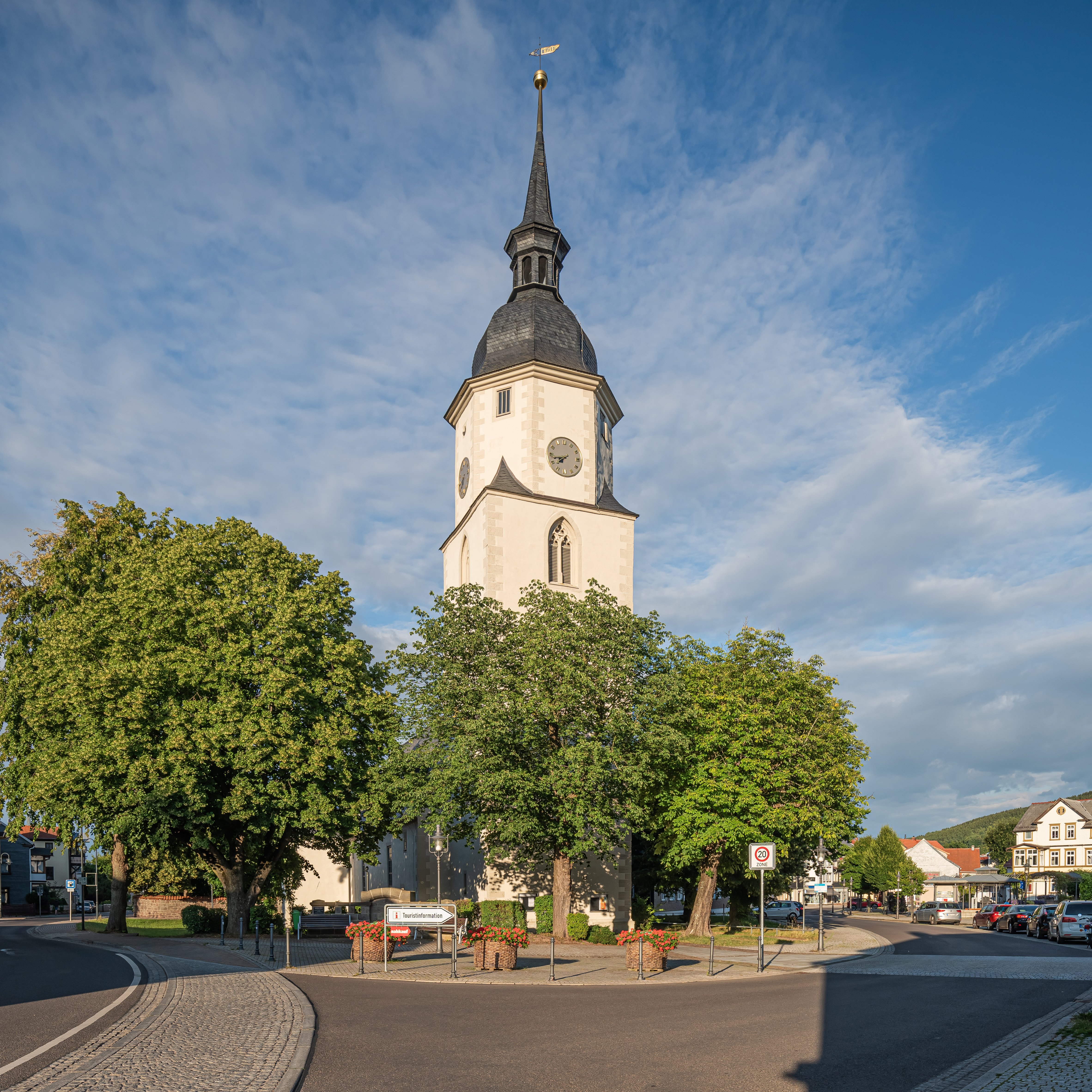
Blick auf den Turm von Westen

Die weiß verputzte, nach Ost-Nordost ausgerichtete Kirche ist im Stadtzentrum an einer Kreuzung errichtet. Gliederungselemente wie Eckquaderung und Gesimse sind vom Verputz ausgespart.
Der massiv aufgemauerte Turmschaft auf quadratischem Grundriss erhebt sich über einem Sockel und ist gegenüber dem Kirchenschiff eingezogen. Ein Spitzbogenportal im Westen erschließt die Turmhalle, die ein Kreuzgratgewölbe aufweist und durch eine rundbogige Tür ins Kirchenschiff führt. Drei quadratische Geschosse werden durch umlaufende Gesimsbänder gegliedert. Das dritte Obergeschoss dient ursprünglich als Glockenstube und hat spitzbogige Schallöffnungen mit Maßwerk in verschiedenen Formen für das Geläut. Das vierte Geschoss ist als Achteck in Fachwerkweise ausgeführt, an dem die vier Zifferblätter der Turmuhr mit einem Durchmesser von 1,80 Metern angebracht sind. Der verschieferte, barocke Helmaufbau besteht aus einer geschwungenen Haube mit offener Laterne, der ein schlanker oktogonaler Spitzhelm aufgesetzt ist, der eine Höhe von 38 Metern erreicht. Er wird von einem vergoldeten Turmkauf und einer Wetterfahne, die mit dem Jahr 1511 bezeichnet ist, bekrönt.
Der Saalbau auf rechteckigem Grundriss wird von einem verschieferten Satteldach abgeschlossen, dem an jeder Seite drei Giebel zur Belichtung der Emporen aufgesetzt sind, deren Fensterlaibungen die Holztonne einschneiden. Die Langseiten werden durch hohe Rechteckfenster gegliedert. Der gerade Ostschluss hat zwei rechteckige Fenster und im Giebelbereich ein kleines Buntglasfenster, das die Christi Himmelfahrt zeigt. Es erinnert an  Pfarrer Roland Adam aus Friedrichroda, der 1947 seinen Kriegsverletzungen erlag. An der östlichen Nordseite ist eine kleine Sakristei mit einem Kreuzgewölbe angebaut.

## Ausstattung

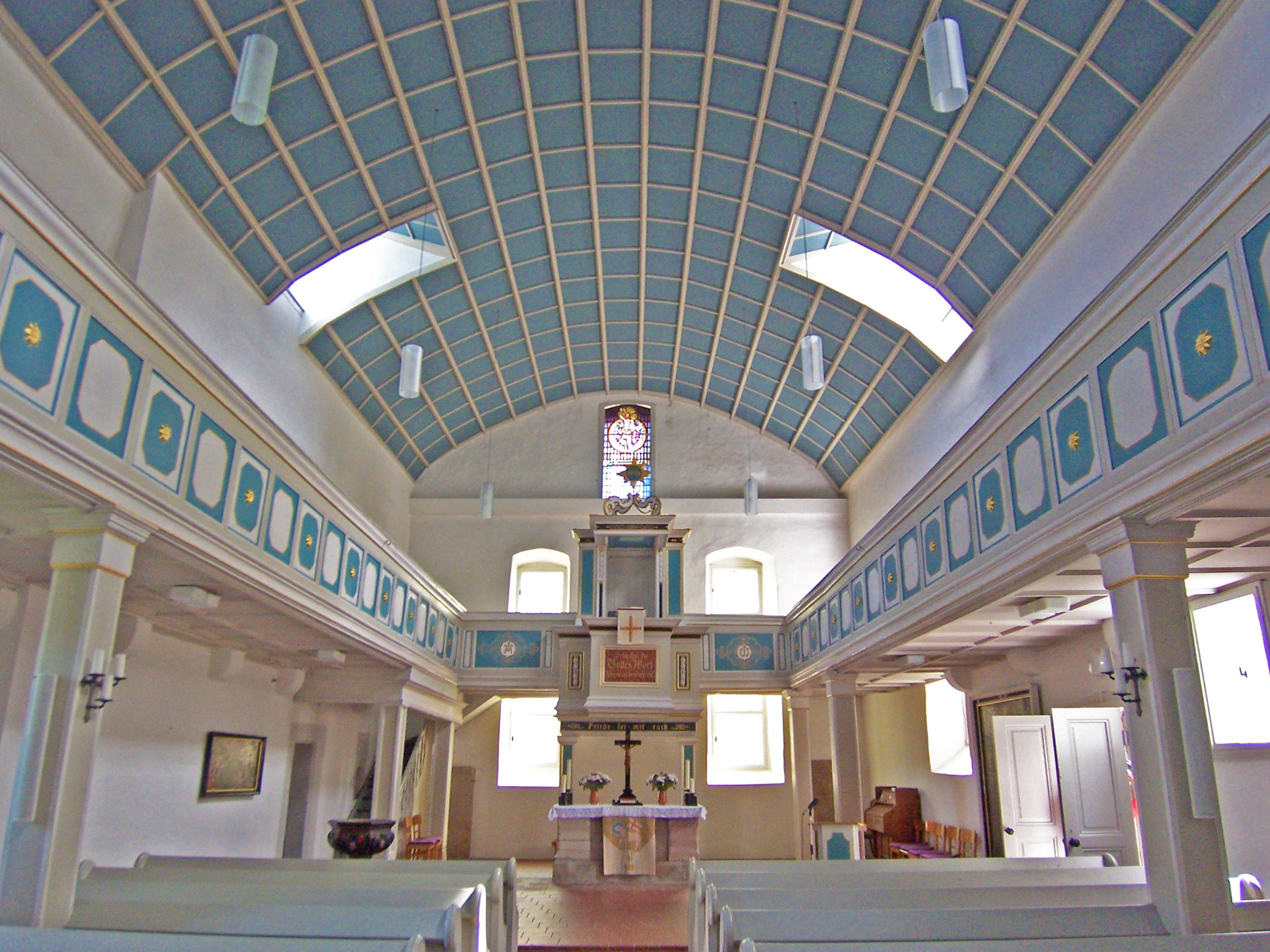
Innenraum Richtung Altar

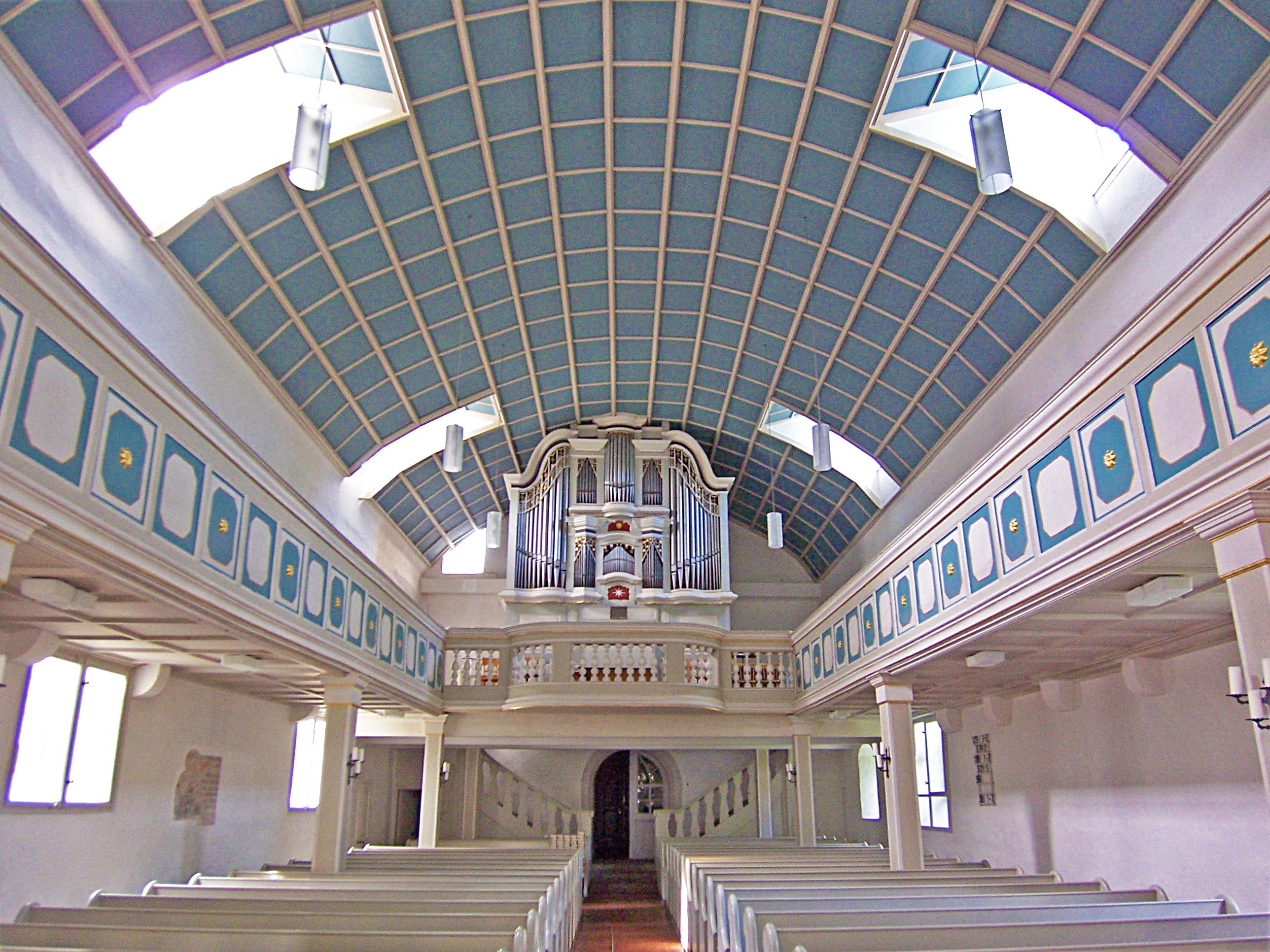
Blick Richtung Orgelempore

Der Innenraum wird von einer gewölbten Kassettendecke in blauer Fassung abgeschlossen, die aus der Umgestaltung des Tonnengewölbes von 1692 hervorging. Die vierseitig umlaufende hölzerne Empore von 1719 ruht auf viereckigen Pfosten. Die Emporenbrüstung hat kassettierte Füllungen mit Achtecken, die abwechselnd in Blau und Weiß gefasst sind. Jedes zweite Feld ist in der Mitte mit einer kleinen goldenen Sonne verziert. Die Füllungen der Ostempore tragen an den beiden Seiten der Kanzel die beiden griechischen Buchstaben Alpha und Omega.
Der massiv aufgemauerte Blockaltar wird von einer Mensaplatte bedeckt, in dem drei Weihekreuze aus vorreformatorischer Zeit erhalten sind. An der Vorderseite ist ein Reliquienschrein eingebaut, der durch Eisenbänder gesichert wird. Die Altarrückwand, ab der in Höhe der Emporenbrüstung die Kanzel angebracht ist, wurde von Malermeister Ernst Lössnitz (Dresden) ausgemalt. Die Kanzel wurde 1651 oder 1719 gefertigt. Unter dem viereckigen Kanzelkorb ist der Friedensgruß gemalt: „Frieden sei mit euch“, an der Vorderseite der Kanzelbrüstung der Bibelvers „Selig sind, die Gottes Wort hören und bewahren“ (Lk 11,28 ) und im goldenen Stern über der Volutenkrone der Jesus-Name IHS. Das barocke vierseitige Taufbecken aus Sandstein mit bauchigem, sechsseitigem Fuß soll von Schreinermeisters Merbach gefertigt worden sein und zeigt Engelsköpfe und roten Blumen. Es ist mit der Jahreszahl 1589 bezeichnet und trägt umlaufend den Bibelvers „Ihr werdet mit Freuden Wasser schöpfen aus den Heilsbrunnen und werdet sagen zu der Zeit: Danket dem Herrn“ (Jes 12,3–4 ).
An der Ostwand wurden die Grabsteine der ersten beiden evangelischen Pfarrer aufgestellt, südlich der Grabstein für Pfarrer Volkmar Cordis und nördlich der Stein für Johannes Köln. Von drei weiteren Grabplatten sind zwei beschädigt. Im Altarbereich wurden zwei Einzelgrüfte entdeckt und wieder vermauert. Im Bereich des Emporenaufgangs ist in der Nordwand eine Sakramentsnische mit Kielbogen eingelassen, dessen ornamentierte Rahmung beschädigt ist. Die Sakristei ist mit einem Altar, einem Luthertisch und holzgeschnitzten Stühlen ausgestattet. Das Altarbild wurde 1929 von Hertha Rudolf-Hoffmann geschaffen und zeigt die Kreuzigungsszene.
Erhalten sind zwei Tafelbilder des Gothaer Hofmalers und Cranachschülers Michael Käseweis oder einem Familienmitglied. Wahrscheinlich auf Curt Käseweis und das Jahr 1579 geht die ursprüngliche Kirchenausmalung zurück, der als Fresko ausgeführt wurde. An der Südseite des Langhauses wurden 1999 Reste freigelegt.

## Orgel
Die Gebrüder Wagner aus Schmiedefeld bauten um 1780 eine Orgel, von der nur das Gehäuse mit dem fünfachsigen Prospekt erhalten ist. Ein zweigeschossiges Mittelfeld wird von zwei großen Harfenfeldern flankiert. Das Innenwerk wurde 1961 von der Orgelbaufirma Jehmlich vollständig erneuert (Opus 769). 2011 folgte eine Restaurierung durch Orgelbau Kutter.

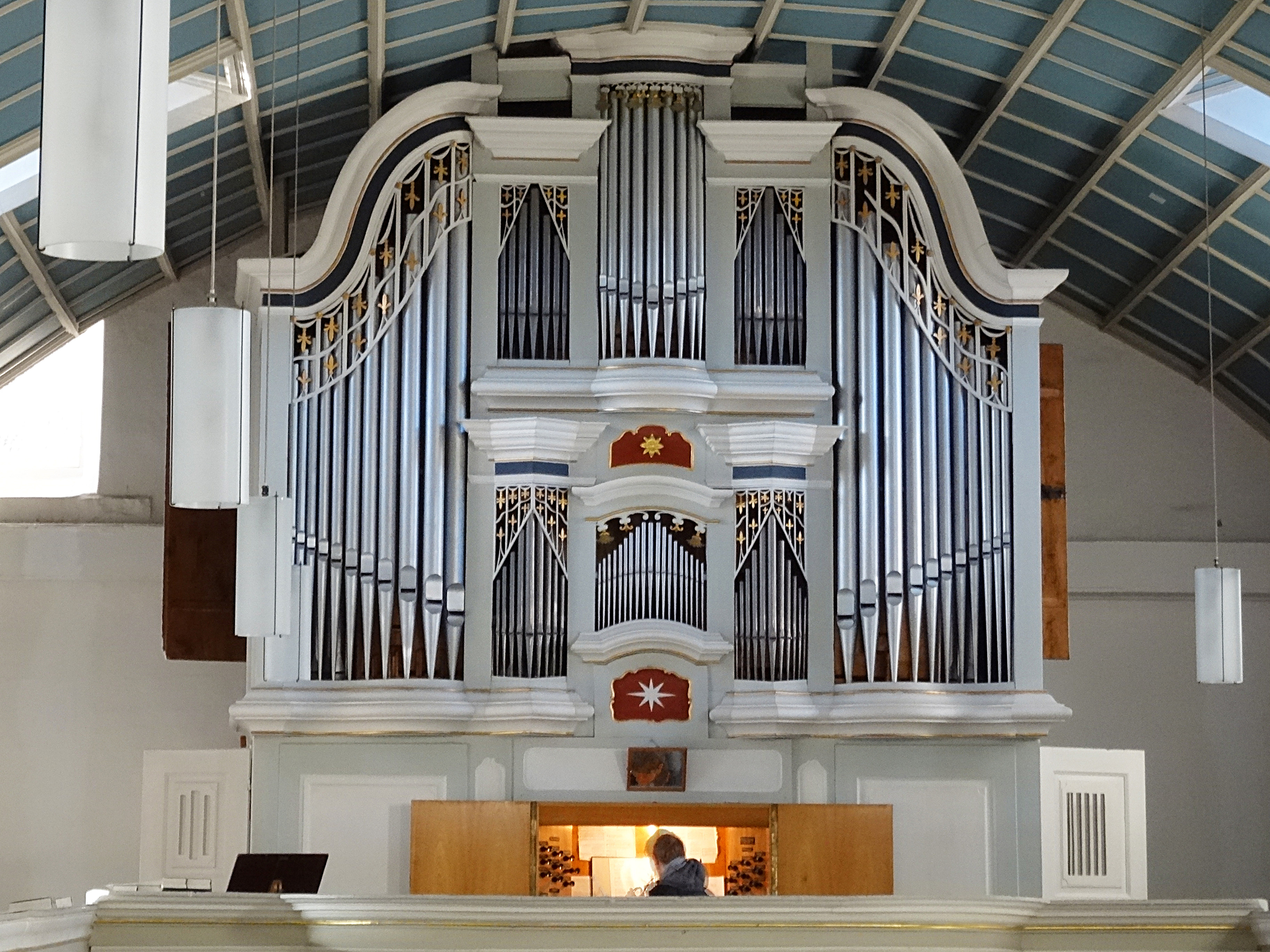
Orgel im historischen Gehäuse

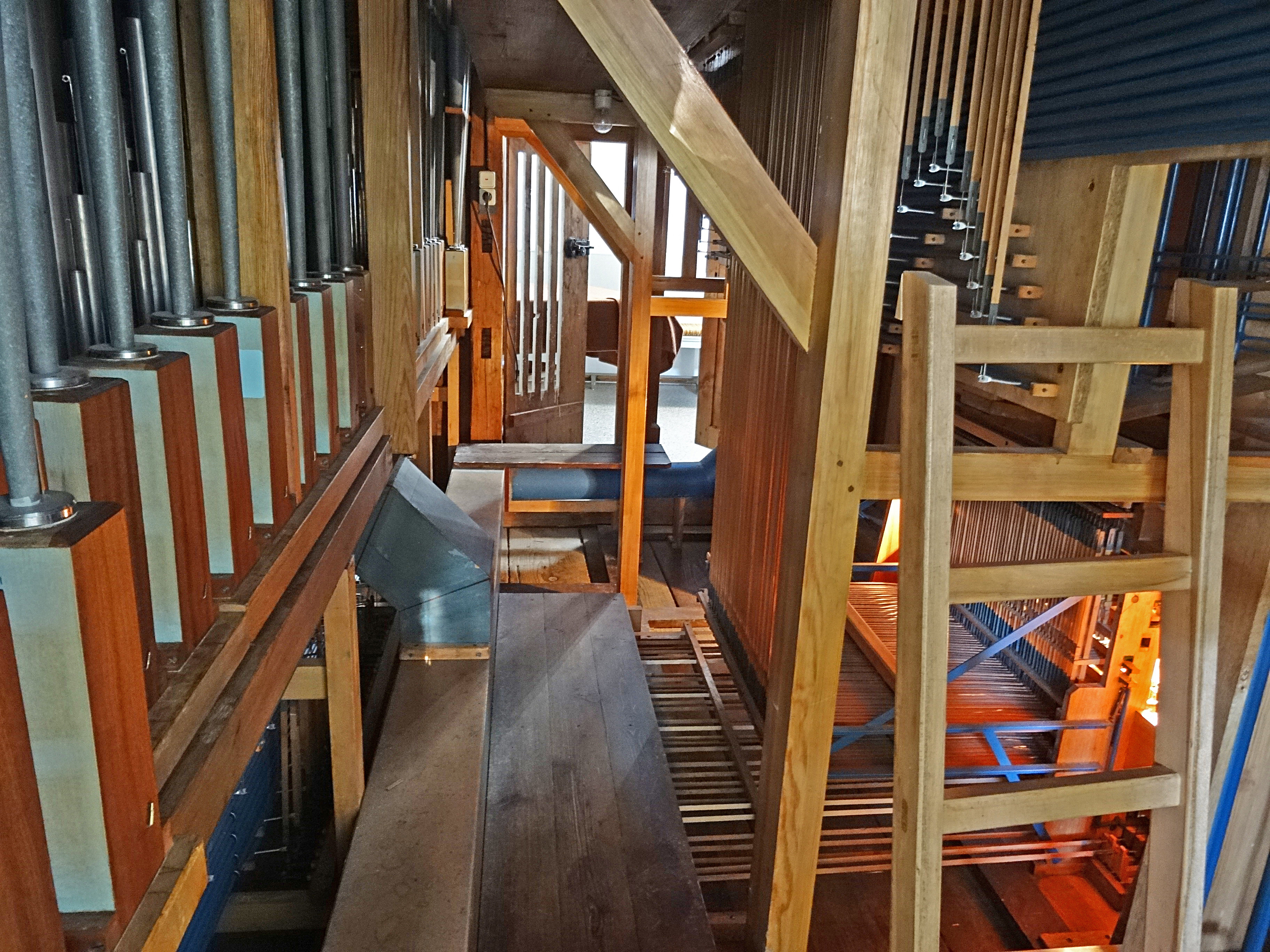
Blick ins Innere der Orgel

Die Orgel verfügt über 22 Register, die auf zwei Manualwerken und dem Pedalwerk verteilt sind. Ton- und Registertraktur sind mechanisch. Die Stimmung ist gleichstufig. Die Disposition lautet wie folgt:
| I Hauptwerk C–f3 |             |       |
| 1.               | Quintade    | 16′   |
| 2.               | Prinzipal   | 8′    |
| 3.               | Rohrgedackt | 8′    |
| 4.               | Octave      | 4′    |
| 5.               | Spitzflöte  | 2 ⁄3′ |
| 6.               | Waldflöte   | 2′    |
| 7.               | Mixtur IV   |       |
| 8.               | Trompete    | 8′    |

| II Oberwerk C–f3 |                |    |
| 9.               | Holzgedackt    | 8′ |
| 10.              | Prinzipal      | 4′ |
| 11.              | Rohrflöte      | 4′ |
| 12.              | Octave         | 2′ |
| 13.              | Sifflöte       | 1′ |
| 14.              | Sesquialter II |    |
| 15.              | Zimbel III     |    |
| 16.              | Krummhorn      | 8′ |
|                  | Tremulant      |    |

| Pedalwerk C–f1 |              |     |
| 17.            | Subbaß       | 16′ |
| 18.            | Octavbaß     | 8′  |
| 19.            | Choralbaß    | 4′  |
| 20.            | Weitpfeife   | 2′  |
| 21.            | Mixturbaß IV |     |
| 22.            | Posaune      | 16′ |

- Koppeln: II/I, I/P, II/P

## Geläut
Die Glockenstube beherbergt ein Fünfergeläut. Die große Glocke von 1604, die von Melchior und Hieronymus Meyring (Erfurt) gegossen wurde, wurde im Zweiten Weltkrieg abgeliefert und eingeschmolzen. Zwei Glocken wurden 1926 von Schilling (Apolda) gegossen, von denen die kleinere erhalten blieb. 1955 erwarb die Gemeinde eine gebrauchte Glocke aus Aubachtal (Greiz) (673 kg) und 1956 eine kleine gebrauchte Glocke von der Gemeinde Herda. Die Namen der Glocken stammen von den Inschriften oder den Weiheanlässen. Die Stundenglocke von 1537, die den Namen Blasius trägt, ist in der Laterne aufgehängt. Das Geläut erklingt auf den Tönen es′, ges′, as′, b′ und des′′.
| Glocke | Name           | Gussjahr | Gießer, Gussort               | Durchmesser | Schlagton | Inschrift |
| ------ | -------------- | -------- | ----------------------------- | ----------- | --------- | --- |
| 1      | Jesus Christus | 1961     | Schilling, Apolda             | 1290 mm     | es1       | JESUS CHRISTUS UNSER HERR |
| 2      | Luther         | 1967     | Schilling, Apolda             | 1205 mm     | ges1      | + BETET + 31.10.1967 |
| 3      | Deus gratia    | 1920     | Ulrich, Apolda                | 1080 mm     | as1       | AM OSTERFESTE 1920 ER HILFT UNS FREI AUS ALLER NOT                                                                                |
| 4      | Christus König | 1926     | Ulrich, Apolda                | 0855 mm     | b1        | Freudiges Beben rief mich zum Leben, Am höchsten sing ich, dem Höchsten lobsing ich.                                              |
| 5      | Deus Salus     | 1925     | Franz Schilling Söhne, Apolda | 0755 mm     | des2      | WALTE, HERR, OB UNSERM KLINGEN, SEGNE ES IN ALLEN DINGEN, DIE HIER UNSER RUFEN, DIR ZU EHREN NEU ERSCHUFEN! KIRCHENGEMEINDE HERDA |